# Vương quốc Kilikia
Vương quốc Kilikia (tiếng Armenia: Կիլիկիոյ Հայոց Թագաւորութիւն) là một quốc gia do Tigran Vĩ Đại sáng lập vào năm 1198 như một nỗ lực chiêu tập những người Armen khỏi quân Seljuq bách hại. Lãnh thổ Kilikia ngày nay là điểm nóng tranh chấp giữa Thổ Nhĩ Kỳ và Syria